# Monténégro dans la Première Guerre mondiale
Dès le déclenchement du premier conflit mondial, le 28 juillet 1914 dans la soirée, le royaume du Monténégro se joint à la Serbie. Acteur des précédents conflits balkaniques, le petit royaume, légalement indépendant depuis 1910, s'est rapproché de la Serbie à la faveur des deux guerres balkaniques. Ce rapprochement incite les hommes politiques du royaume à soutenir l'agitation slave du Sud au sein de la double monarchie. Conquis par les seules troupes austro-hongroises au début de l'année 1916, dans le cadre de la suite des opérations en Serbie, le royaume isolé demande, par l'entremise de son roi Nicolas, les conditions de paix des puissances centrales. Occupé par des unités austro-hongroises, le royaume est confié à un gouverneur général et est soumis à un sévère régime d'occupation militaire. Dans le même temps, un gouvernement en exil tente de se mettre en place, sous la direction du souverain, mais celui-ci, souffrant de sa mauvaise réputation, ne parvient pas à maintenir militairement son pays dans le conflit qui se prolonge. En 1918, évincé par les Français et les Serbes, il ne recouvre pas son royaume, dont le territoire est intégré dans le royaume des Serbes, Croates et Slovènes en cours de formation.

## Le Monténégro et la guerre

### Buts de guerre du Monténégro

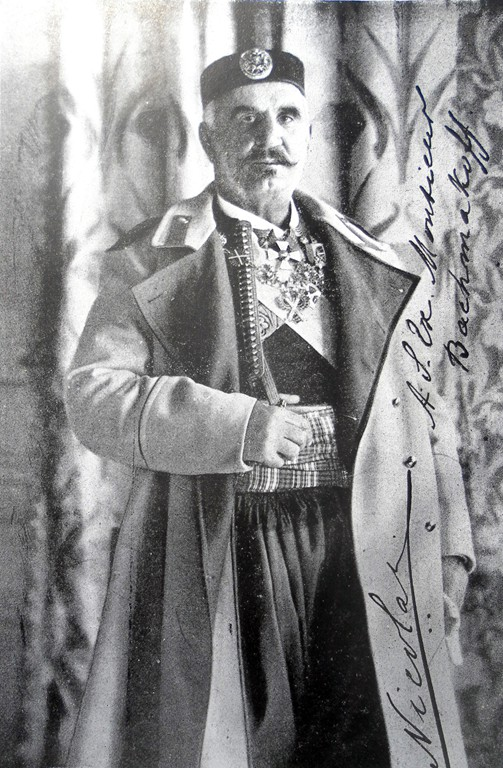
Nicolas Ier, ici en 1908, souhaite profiter de la victoire alliée pour annexer des territoires en Albanie et en Dalmatie autrichienne

Dès l'intervention monténégrine dans le conflit, en juillet 1914, le roi Nicolas, bénéficiant d'un certain prestige auprès des cours européennes, expose les buts de guerre de son royaume. Les objectifs assignés à son pays par le souverain monténégrin constituent autant d'agrandissements du territoire du royaume, combinant à la fois des impératifs politiques, économiques et symboliques nécessaires à la survie du petit royaume.
Dès les premiers jours du conflit, le royaume souhaite accroître sa façade maritime, notamment contrôler le port en eaux profondes de Cattaro, dont le royaume contrôle les abords Nord et Est, surplombés par le Mont Lovcen, situé sur le territoire monténégrin, plaçant le port et ses installations sous le feu de l'artillerie de montagne monténégrine. Parallèlement à la prise de contrôle de Cattaro, le roi et son ministre des affaires étrangères envisagent de reprendre la politique d'expansion monténégrine en Albanie, souhaitant s'assurer définitivement le contrôle de la partie nord de la côte du pays, notamment le port moderne de Scutari et son arrière pays immédiat,,, Alessio et Saint-Jean de Médua,. Ainsi, le Pacte de Londres garantit au royaume la possession d'une partie de l'Albanie septentrionale,.
Dès 1914, la question du maintien de l'indépendance du royaume constitue l'objectif politique le plus important pour le roi Nicolas. Face aux succès et aux revendications serbes, il propose la mise en place d'une confédération entre le royaume de Cetinje et la Serbie. Cette volonté de maintenir l'indépendance du petit royaume obtient, en janvier 1917, un succès inattendu : en effet, alors que le royaume est occupé depuis près d'une année par les troupes austro-hongroises, les Alliés, dans la note répondant à l'initiative de Woodrow Wilson, affirment leur attachement au rétablissement du royaume dans ses frontières d'avant le conflit.

### Buts de guerre au Monténégro
En 1914, l'Autriche-Hongrie est alors le seul membre des puissances centrales en mesure d'occuper le royaume du roi Nicolas. L'entrée de la Bulgarie dans le conflit ne modifie pas cette configuration. Cependant, rapidement, à partir de 1916, les militaires et les hommes politiques allemands se montrent intéressés par un contrôle à distance du royaume, ou en tout cas d'une occupation directe de certains points d'appui stratégiques.
À la suite de la campagne victorieuse des puissances centrales dans les Balkans, les militaires de la double monarchie, notamment le chef d'état-major Franz Conrad von Hötzendorf, se montrent partisans d'annexer le Monténégro à la double monarchie,. Ainsi, en 1915, les responsables austro-hongrois proposent, a minima, l'annexion à la double monarchie de la côte monténégrine et du Mont Lovcen, position stratégique, fortifiée par les Monténégrins et menaçante pour le port austro-hongrois de Cattaro.
Ainsi, au cours de l'année 1916, les diplomates et les militaires austro-hongrois s'accordent sur un strict contrôle du Monténégro par la double monarchie : certains se montrent partisans d'un contrôle à distance, rendu possible par des annexions limitées, mais judicieusement choisies, de portions du territoire monténégrin, d'autres d'une annexion pure et simple de la totalité du royaume. Ainsi, à la fin de l'année 1916, la note des puissances centrales à l'Entente daté du 12 décembre 1916 définit le Monténégro comme un territoire à placer sous la stricte dépendance de la double monarchie. Ainsi, en décembre 1916, lorsque les puissances centrales exposent officiellement leurs buts de guerre, Burian, alors ministre austro-hongrois des affaires étrangères, réaffirme la politique de la double monarchie dans le royaume, visant à le lier politiquement, économiquement et militairement à la double monarchie. Cependant, en 1917, à la faveur de l'épuisement de la double monarchie, les responsables austro-hongrois souhaitent restaurer l'indépendance du petit royaume, amputé de sa façade maritime et toujours placé sous une stricte dépendance austro-hongroise. De plus, dans le contexte de mise en place de la Mitteleuropa sous hégémonie du Reich, les diplomates allemands parviennent à intégrer le petit royaume dans la sphère d'influence allemande : le chancelier du Reich défend la mise en place d'un État composé de la Serbie et du Monténégro doté d'un accès la mer ; cette nouvelle entité doit permettre de donner aux puissances centrales une base légale en vue de la conclusion d'une paix séparée avec une Serbie rendue docile par ses défaites.
Cependant, la note de décembre 1916 ne constitue pas la première manifestation de l'intérêt du Reich pour le territoire monténégrin. Ainsi, dès le mois de septembre 1914, les responsables du Reich intègrent le petit royaume dans la Mitteleuropa et son union douanière, principal but de guerre du Reich.
Les puissances centrales ne sont pas les seuls belligérants à développer leurs ambitions sur le territoire monténégrin. En effet, l'Italie souhaite aussi voir garanti son contrôle sur le petit royaume, véritable tête de pont de la pénétration politique et économique de Rome dans la péninsule balkanique.
De plus, le royaume apparaît fortement lié à la Russie, qui lui octroie des subsides et une assistance pour moderniser son armée.

### Monténégro et Serbie
Du fait de sa position, de sa composition ethnique et de son histoire, le royaume entretient, avec Belgrade, une relation spécifique depuis la reconnaissance de l'autonomie serbe, au début du XIXe siècle.
En effet, les principaux responsables serbes, notamment Nikola Pasic, premier ministre de Serbie, souhaitent l'union de tous les Serbes autour de Belgrade, sanctionnant légalement un demi-siècle de rapprochement entre les deux principautés, autonomes au sein de l'Empire ottoman puis indépendantes. Ce projet politique crée les conditions d'une rivalité avec Nicolas Ier et ses proches ; au-delà, cette rivalité prend la forme d'une rivalité dynastique.
Bénéficiant de solides appuis, notamment en Russie, refusant une annexion pure et simple du royaume par la Serbie, le roi Nicolas propose une union étroite entre les deux royaumes, l'autonomie interne du Monténégro devant être respectée.
Cependant, à partir de 1916, à la suite de la conquête du royaume par les troupes austro-hongroises, les Alliés, notamment la France, encouragent les projets de fusion entre les deux royaumes. Ainsi, les diplomates français appuient les projets de fusion autour de la Serbie, sans pour autant rendre ces projets officiels.
De plus, au cours du conflit, alors que les gouvernements serbe et monténégrin exercent leur autorité depuis l'étranger, les Serbes, soutenus par de nombreuses personnalités monténégrines, accélèrent la politique d'union entre les deux royaumes. Certains proposent ainsi une union personnelle, prélude à l'union politique, ou mènent une propagande incessante en faveur de la fusion des deux monarchies balkaniques.
Enfin, au fil du conflit, notamment à partir de la fin de l'année 1916, alors que de vastes unités serbes commencent à être engagées sur le front de Macédoine, la politique alliée à l'égard du royaume et de Nicolas vise à favoriser la Serbie, quitte à donner au roi du Monténégro des satisfactions de principe, notamment un accord pour la réorganisation d'une armée monténégrine, sans jamais lui donner les moyens de réaliser cet objectif. Cette politique est poursuivie jusqu'aux derniers jours du conflit, les Français comme les Italiens se montrant hostiles au retour du roi dans son royaume à partir du mois de septembre 1918.

## Le Monténégro en guerre

### Intervention monténégrine
Le Monténégro est rapidement impliqué dans les suites de l'attentat de Sarajevo ; en effet, l'un des comparses de Princip se réfugie sur le territoire du royaume. De plus, les autorités monténégrines multiplient les provocations, notamment en pavoisant les villes situées le long de la frontière avec la double monarchie, pour la célébration de la bataille de Kosovo.
Dès le 28 juillet 1914, le gouvernement monténégrin fait savoir aux puissances européennes que les troupes monténégrines sont mobilisées pour « la défense des Serbes ».
En dépit de nombreuses pressions austro-hongroises, la Skupština monténégrine appelle à la guerre à la double monarchie. Le 6 août 1914, la double monarchie et le Monténégro se déclarent la guerre, puis, à partir du 11, le Reich est officiellement en guerre contre le petit royaume.

### L'armée monténégrine

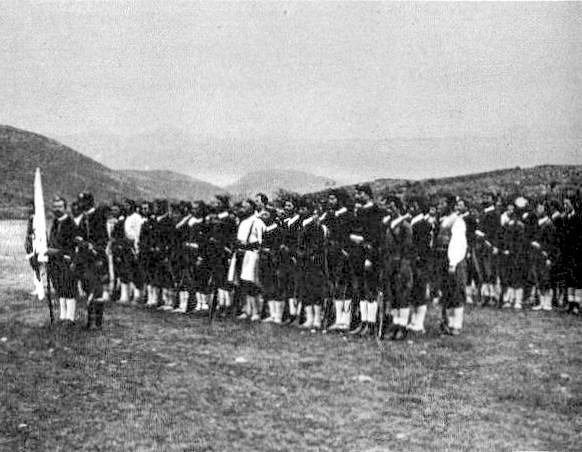
Troupes monténégrines en octobre 1914.

L'armée mise en ligne par le royaume en 1914 est certes petite, mais compte 45 000 soldats entraînés, appuyés sur les défenses naturelles, notamment le mont Lovcen, puissamment fortifié et doté d'une artillerie de montagne efficace. Appuyée par une centaine de canons, l'armée monténégrine est cependant affaiblie par la forte proportion d'irréguliers qui composent son infanterie.
Rapidement impliquées dans les opérations, les unités monténégrines sont placées dans le début des opérations sous commandement stratégique serbe. Ainsi, la petite armée monténégrine agit rapidement en coordination avec les unités serbes opérant en Bosnie-Herzégovine, et assure la couverture du flanc Ouest des armées serbes engagées face à la double monarchie.

### La campagne de 1914
Les unités monténégrines participent aux opérations le long de la frontière avec la double monarchie à partir du 6 août 1914.
Rapidement bousculées par les offensives austro-hongroises lancées à partir du 15, elles se rétablissent et, menant des opérations coordonnées avec les troupes serbes, participent à la victoire du Cer une semaine plus tard.
En septembre 1914, les troupes serbo-monténégrines composant l'armée serbe d'Uzice, jusqu'alors restée dans un attentisme prudent, attaquent le territoire austro-hongrois en direction de Sarajevo, prenant le 25 septembre, dix jours après le début de l'offensive, la ville de Pale et menaçant la capitale de la province. Le 18 octobre, les unités monténégrines sont repoussées, avec les unités serbes, par une offensive victorieuse des troupes austro-hongroises. Le 22, ces unités retrouvent leurs positions de départ. En novembre, les troupes monténégrines de l'armée d'Uzice jouent un rôle non négligeable dans la victoire de la Kolubara.
De plus, à partir du mois de septembre, une partie des troupes monténégrines mènent, seules, des opérations en vue de s'emparer du port de guerre austro-hongrois de Cattaro, sans succès ; ces unités parviennent néanmoins à contenir les offensives autrichiennes dans la région.

### La campagne de 1915

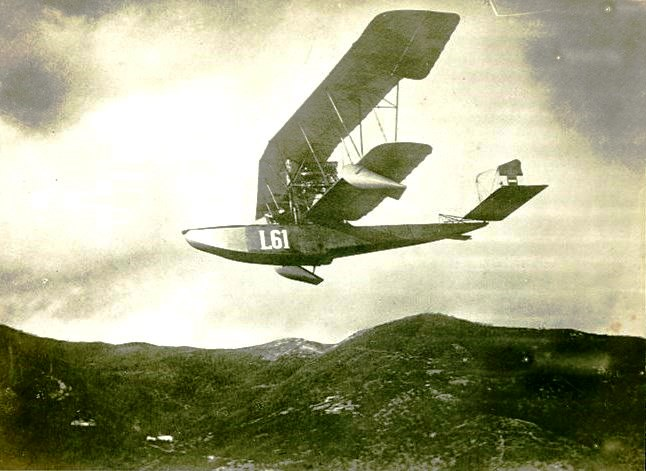
hydravion austro-hongrois au-dessus de Cetinje, 1914-1918

En 1915, le royaume réalise ses buts de guerre en contrôlant le nord de l'Albanie au printemps. Cependant, la défaite serbe de l'automne place le royaume dans une situation précaire à la fin de l'année.
Profitant de l'accalmie du front septentrional à la fin du printemps 1915 et surtout ne souhaitant pas être évincé d'Albanie par l'Italie et la Serbie, le roi Nicolas utilise l'offensive serbe en Albanie, lancée le 29 mai 1915, pour s'emparer du nord du pays. Le 27 juin 1915, les unités monténégrines s'emparent de Saint-Jean de Medua et de Scutari,.
La défaite serbe a d'importantes conséquences sur le petit royaume balkaniques. Le Monténégro constitue en effet une voie de passage obligée pour les Serbes en fuite vers les ports de l'Adriatique. De plus, le royaume est relié par TSF au reste du monde, permettant aux Alliés de suivre la retraite serbe en Albanie et dans le royaume.

### La campagne de 1916
À la suite de la défaite serbe, le Monténégro constitue, à la fin de l'année 1915, le prochain objectif des militaires austro-hongrois,. Largement dépendant du front serbe, le front monténégrin est ainsi rapidement malmené au début de l'année 1916.
Les unités monténégrines sont donc attaquées dans les premiers jours de l'année 1916. Attaquée le 5 janvier 1916, l'armée monténégrine parvient à se maintenir quelques jours face aux unités austro-hongroises, parvenant même à occuper le sud de l'Herzégovine. Cependant, le 8 janvier, Conrad von Hötzendorf lance les troupes positionnées en Dalmatie à l'assaut des défenses monténégrines. La rupture est obtenue le lendemain, le mont Lovcen, principale défense du pays, est contrôlé par les Austro-Hongrois le 10, entraînant le départ des diplomates étrangers de la capitale, évacuée le lendemain.
Le 11 janvier, les troupes monténégrines doivent se retirer devant les moyens mis en avant par la double monarchie : en effet, les troupes austro-hongroises bénéficient du soutien de l'artillerie de marine des cuirassés positionnés dans le port de guerre austro-hongrois de Cattaro ainsi que de moyens aériens,.
Le 13 janvier, la capitale du royaume, Cetinje, est conquise par les troupes austro-hongroises soutenues par les batteries de la flotte de guerre de la double monarchie.

## La disparition du royaume

### Reddition monténégrine

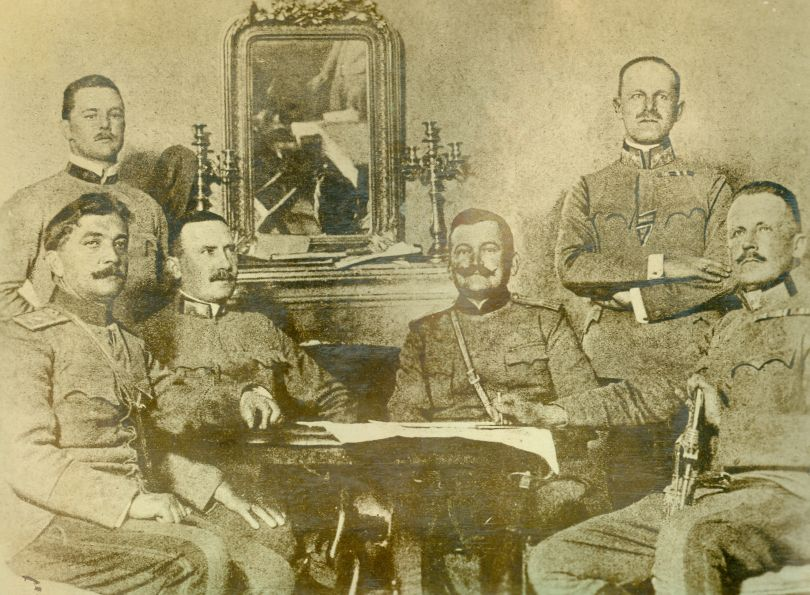
Signature de la capitulation monténégrine

Dans les premiers jours de l'année 1916, la reddition constitue un sujet de débats au sein du gouvernement monténégrin, tout en étant l'objet des préoccupations des alliés. En dépit de l'état de guerre entre les deux monarchies, les Austro-hongrois ont conservé des sympathies dans le royaume, que tentent de contrer les Alliés les 6 et 7 janvier 1916. En effet, dès la percée ennemie, le roi Nicolas, appuyé sur la partie de son entourage favorable à la double monarchie, tente de négocier une sortie honorable du conflit.
Influencé par son gouvernement, le roi Nicolas entre en pourparlers avec les Austro-hongrois, contre l'avis de son chef d'état-major. Cependant, accompagné de son premier ministre, il prend la fuite le 18 janvier pour Scutari, après avoir confié la régence à son fils cadet Mirko. Cette fuite ruine son prestige auprès des dirigeants de l'Entente, notamment auprès d'Aristide Briand, alors Président du conseil,.
Après la chute de la capitale, le gouvernement monténégrin présente la reddition du royaume, le 23 janvier 1916.

### Occupation austro-hongroise
À la suite de la reddition monténégrine, le pays est occupé par des troupes austro-hongroises.
De plus, près de 15 000 personnes sont capturées et internées dans des camps de prisonniers austro-hongrois.
En dépit de l'indéniable victoire remportée par les unités austro-hongroise, le royaume n'est pas pacifié. En effet, dès le début de l'année 1916, des mouvements partisans émergent. Réprimées avec brutalité, les premières insurrections sont suivies d'une pacification incomplète. Ainsi, les principaux meneurs des révoltes de 1916 et 1917 lancent, en 1918, des insurrections sur les arrières des troupes austro-allemandes en retraite vers les frontières de la double monarchie, lors de la libération de la péninsule balkanique par les troupes alliées.

### Tentatives de rester dans le conflit

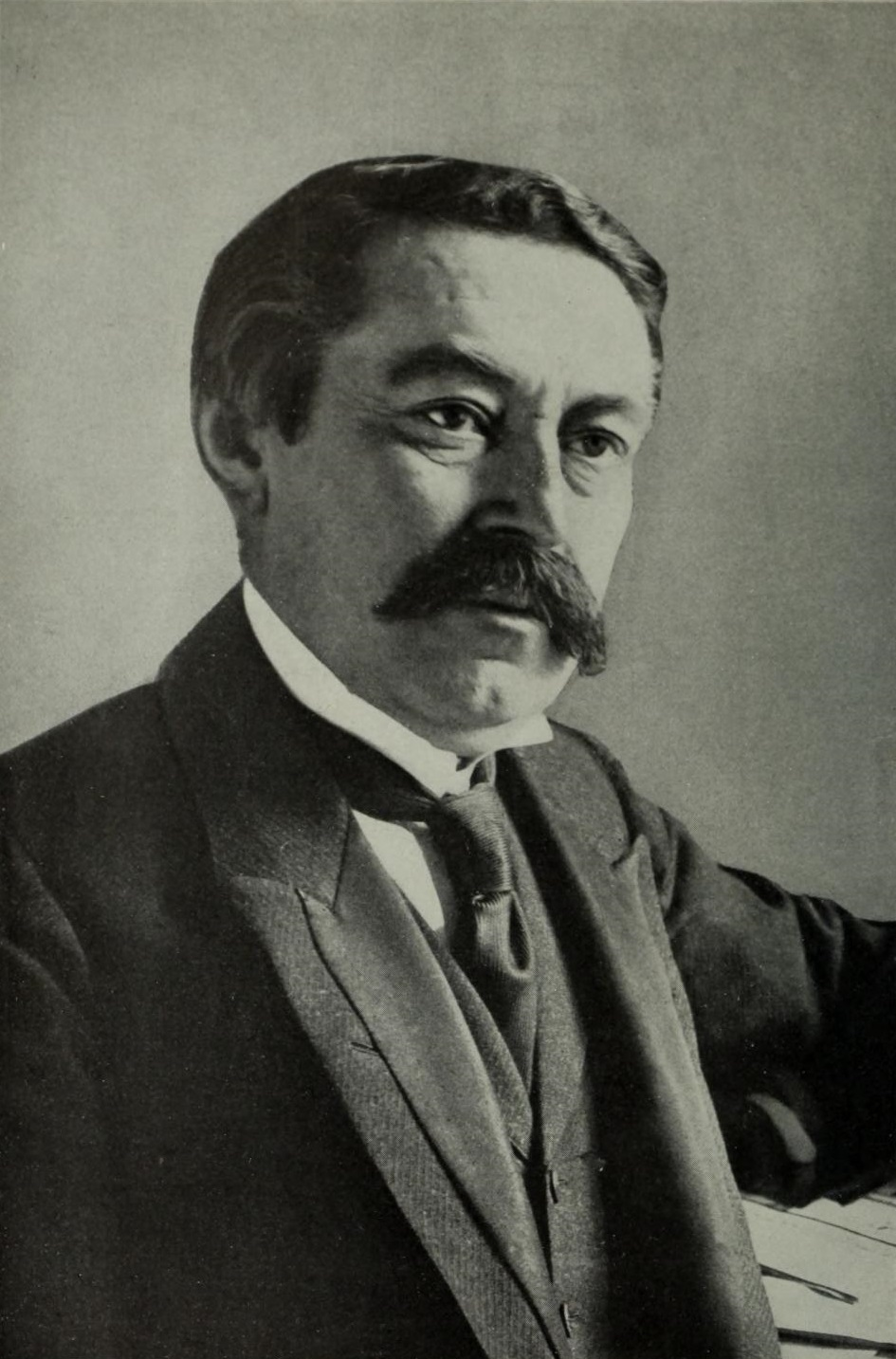
Aristide Briand multiplie les initiatives pour écarter le roi Nicolas (Photographie d'avant 1915)

À partir de 1916, alors que des projets de fusion des royaumes serbe et monténégrins commencent à apparaître chez les diplomates alliés, le roi Nicolas est rapidement écarté des négociations interalliées, notamment en raison de son attitude équivoque du mois de janvier 1916. Ainsi, Aristide Briant, alors président du Conseil, veille à isoler le roi en exil et à l'écarter des négociations en vue de préparer l'après-guerre.
Le roi tente alors de s'appuyer sur l'Italie pour conserver son trône ; cependant, les Italiens défendent la restauration monténégrine dans la mesure où le royaume restauré serait un satellite italien. Ainsi, le roi et son entourage tentent de mettre en place un corps de soldats monténégrins sous commandement italien et opérant en Albanie.
De plus, à partir du milieu de l'année 1916, le gouvernement monténégrin, alors en exil, tente de mettre en place, sur le modèle du soutien français à l'armée serbe, des unités destinées à poursuivre la guerre aux côtés des Alliés ; Dans un contexte marqué par la crise des effectifs dans les armées alliées, le roi Nicolas tente de mettre en place une campagne de recrutement de Monténégrins afin de constituer une légion monténégrine, destinée à être engagée sur le front de Macédoine. Cependant, si la France écoute d'une oreille favorable le projet, celui-ci avorte essentiellement en raison de la faiblesse du nombre de volontaires monténégrins. De plus, les Français, par leurs nombreuses réponses dilatoires, par les conditions mises à la mise en place de cette légion, contribuent à son échec.
En dépit de ces projets de fusion entre la Serbie et le Monténégro et de la faiblesse des moyens dont il dispose, le roi continue à exercer ses prérogatives, depuis la France où il s'est installé; ainsi, il nomme des présidents du conseil, mais ceux-ci apparaissent souvent à l'image de la classe politique du royaume, favorable à l'union avec les Serbes. Cependant, rapidement acculé, aux abois, leroi Nicolas incite les Alliés à se détacher de la cause de l'indépendance monténégrine.
Enfin, durant le mois de mars 1918, les Serbes parviennent à obtenir que les prisonniers monténégrins libérés par les Alliés soient amalgamés au sein des unités serbes ; l'armée serbe ainsi renforcée, le gouvernement royal serbe, en exil à Corfou, peut écarter les Monténégrins et s'imposer ainsi comme l'acteur prépondérant dans les négociations interalliées en vue de la préparation de l'après-guerre dans les Balkans.

### La reconquête franco-serbe
Dès la rupture du front d'Orient à partir du 15 septembre 1918, le roi Nicolas, n'ayant toujours pas renoncé à sa couronne, aspire à se rendre dans son royaume, afin de participer à sa libération ; cependant, exilé en France, il doit solliciter l'accord de Clemenceau et de son ministre des affaires étrangères, Stephen Pichon, d'accord pour faire traîner la demande royale jusqu'à la reconquête totale du royaume, en se disant incompétent pour statuer sur sa demande.
La dislocation du front balkanique, à Doiran, remet en cause la présence austro-hongroise au Monténégro. En effet, dès la fin de septembre 1918, les troupes austro-hongroises positionnées préparent leur retraite en direction de la double monarchie. Cette retraite, coordonnée par Karl von Pflanzer-Baltin, commandant de l'armée austro-hongroise d'Albanie, est harcelée par les partisans monténégrins et par les pointes serbes qui cherchent à contrôler les points de passage, notamment Podgorica.
À partir du 22 octobre 1918, pendant la reconquête de la Serbie, les troupes franco-serbes, alors à Mitrovitza menacent la présence austro-hongroise au Monténégro.

### Le sort du royaume après les armistices
Le Monténégro ayant été occupé par des armées austro-hongroises, son sort est régi par les clauses de l'armistice de Villa Giusti. Conformément aux dispositions prévues par cet accord, les troupes austro-hongroises doivent évacuer le territoire du royaume.
Conformément aux termes de l'accord de Corfou, paraphé par les membres de l'Alliés en juillet 1917, le territoire du royaume du Monténégro est uni au royaume de Serbie dès le 6 novembre 1918. Cependant, ce n'est que le 1er décembre 1918, lors de la cérémonie proclamant la création du royaume des Serbes, Croates et Slovènes, que le royaume du Monténégro rejoint officiellement le royaume de Serbie et l'État des Slovènes, Croates et Serbes, issu de la décomposition de la monarchie des Habsbourg.